# 1+8+24
1+8+24 è il primo album dal vivo del cantautore italiano Cesare Cremonini, pubblicato il 24 novembre 2006. Il disco contiene alcune canzoni tratte dal Maggese Theatre Tour, tenuto nei teatri italiani nell'ottobre 2005.

## Descrizione
I numeri del titolo indicano: l'1 è Cremonini, 8 i componenti della band e 24 quelli della London Telefilmonic Orchestra diretta dal maestro Daryl Griffith. Il CD è accompagnato da un DVD che contiene il film-documentario 1+8+24: il film in cui parti del concerto sono corredate da riprese tratte dalla lavorazione dell'album Maggese negli studi di Abbey Road di Londra e dal dietro le quinte del Tour. Nel DVD trovano spazio brani che, eseguiti durante il concerto, sono rimasti fuori dal CD, come L'orgia (cover di un brano di Giorgio Gaber) e St. Peter Castle.
Il singolo inedito estratto dal disco è Dev'essere così: questa canzone è stata eseguita durante il tour ma mai pubblicata prima su un disco. Il CD contiene una versione del brano registrata in studio mentre il DVD contiene la versione dal vivo. Il video della canzone, girato a Londra, racconta di un bambino cui viene regalata una campana di vetro contenente il cantante Cremonini che suona la chitarra.

## Tracce

### CD
1. Dev'essere così (inedito) – 3:50
2. PadreMadre – 9:14
3. Gli uomini e le donne sono uguali – 4:43
4. La fiera dei sogni – 3:52
5. Le tue parole fanno male – 3:58
6. 50 Special – 4:58
7. Momento silenzioso – 6:19
8. Sardegna – 5:22
9. Marmellata #25 – 6:23
10. Latin Lover – 4:04
11. Vieni a vedere perché – 4:37
12. Maggese – 9:03
13. Niente di più – 5:47
14. Un giorno migliore – 4:30

### DVD
1. PadreMadre – 9:14
2. Gli uomini e le donne sono uguali – 4:43
3. La fiera dei sogni – 3:52
4. L'orgia – 2:48
5. Sardegna – 5:22
6. Le tue parole fanno male – 3:58
7. 50 Special – 4:58
8. Vieni a vedere perché – 4:37
9. Niente di più – 5:47
10. Momento silenzioso – 6:19
11. Dev'essere così – 3:25
12. Latin Lover – 4:04
13. Marmellata #25 – 6:23
14. Maggese – 9:03
15. Un giorno migliore – 4:30
16. St. Peter Castle – 7:05

Contenuti extra
1. London 1 – 3:12
2. London 2 – 1:15
3. Io e Francesco – 1:47
4. la BDM'S Band – 3:48
5. Ballo – 1:49
6. C'è Pulp-izzato – 2:18
7. St. Peter Castle (video live) – 7:05

Durata totale: 21:14

## Classifiche
| Classifica | Posizione massima |
| ---------- | ----------------- |
| Italia     | 37                |